# Mandiganahalli, Hassan
Mandiganahalli là một làng thuộc tehsil Hassan, huyện Hassan, bang Karnataka, Ấn Độ.